# Gábor Kapuvári
Gábor Kapuvári (Budapest, 17 de enero de 1974) es un deportista húngaro que compitió en lucha libre. Ganó una medalla de bronce en el Campeonato Europeo de Lucha de 2000, en la categoría de 85 kg.
Participó en los Juegos Olímpicos de Sídney 2000, ocupando el séptimo lugar en la categoría de 85 kg.

## Palmarés internacional
| Campeonato Europeo | Campeonato Europeo | Campeonato Europeo | Campeonato Europeo |
| Año                | Lugar              | Medalla            | Categoría          |
| ------------------ | ------------------ | ------------------ | ------------------ |
| 2000               | Budapest (Hungría) | Medalla de bronce  | 85 kg              |